# Bart Ramselaar
Bart Ramselaar (Amersfoort, 29 giugno 1996) è un calciatore olandese, centrocampista del Lion City Sailors.

## Caratteristiche tecniche
Trequartista abile tecnicamente e molto dinamico, ama svariare su tutto il fronte offensivo. Dotato di un buon senso del gol e con un gran controllo della palla, è un ottimo assist-man; bravo negli inserimenti offensivi, sa rendersi pericoloso nell'uno contro uno. Per le sue caratteristiche è stato paragonato a Dries Mertens e Davy Klaassen.

## Carriera

### Club
Ha esordito nella massima serie del campionato olandese con l'Utrecht, nella stagione 2014-2015.
Il 18 agosto 2016 passa per 4,75 milioni di euro al PSV. Segna il suo primo gol con il PSV, alla seconda giornata di campionato nella partita pareggiata 2-2 contro l'Heerenveen. Conclude la stagione segnando 7 gol e fornendo 3 assist in totale.
Il 24 agosto 2019 ritorna all'Utrecht firmando un contratto triennale.

### Nazionale
Convocato per la nazionale maggiore olandese nel maggio 2016, ha esordito con gli oranje il 9 novembre 2016 nell'amichevole contro il Belgio (1-1).

## Statistiche

### Presenze e reti nei club
Statistiche aggiornate al 2 aprile 2018.
| Stagione        | Squadra           | Campionato      | Campionato | Campionato | Coppe nazionali | Coppe nazionali | Coppe nazionali | Coppe continentali | Coppe continentali | Coppe continentali | Altre coppe | Altre coppe | Altre coppe | Totale | Totale | Totale |
| Stagione        | Squadra           | Comp            | Pres       | Reti       | Comp            | Pres            | Reti            | Comp               | Pres               | Reti               | Comp        | Pres        | Reti        | Pres   | Reti   |        |
| --------------- | ----------------- | --------------- | ---------- | ---------- | --------------- | --------------- | --------------- | ------------------ | ------------------ | ------------------ | ----------- | ----------- | ----------- | ------ | ------ | ------ |
| 2014-2015       | Utrecht           | E               | 5          | 1          | CO              | -               | -               | -                  | -                  | -                  | -           | -           | -           | 5      | 1      |        |
| 2015-2016       | Utrecht           | E               | 34+3       | 4+1        | CO              | 5               | 3               | -                  | -                  | -                  | -           | -           | -           | 42     | 8      |        |
| ago. 2016       | Utrecht           | E               | 2          | 1          | CO              | 0               | 0               | -                  | -                  | -                  | -           | -           | -           | 2      | 1      |        |
| ago. 2016-2017  | PSV               | E               | 27         | 5          | CO              | 2               | 1               | UCL                | 4                  | 0                  | -           | -           | -           | 33     | 6      |        |
| 2017-2018       | PSV               | E               | 31         | 1          | CO              | 4               | 0               | UEL                | 1                  | 0                  | -           | -           | -           | 36     | 1      |        |
| 2018-2019       | PSV               | E               | 4          | 0          | CO              | 2               | 0               | UEL                | 1                  | 0                  | -           | -           | -           | 7      | 0      |        |
| Totale PSV      | Totale PSV        | Totale PSV      | 62         | 6          |                 | 8               | 1               |                    | 6                  | 0                  |             | -           | -           | 76     | 7      |        |
| 2019-2020       | Utrecht           | E               | 16         | 5          | CO              | 1               | 0               | -                  | -                  | -                  | -           | -           | -           | 17     | 5      |        |
| 2020-2021       | Utrecht           | E               | 29         | 4          | CO              | 2               | 2               | -                  | -                  | -                  | -           | -           | -           | 31     | 6      |        |
| 2021-2022       | Utrecht           | E               | 26         | 9          | CO              | 2               | 0               | -                  | -                  | -                  | -           | -           | -           | 28     | 9      |        |
| 2022-2023       | Utrecht           | E               | 11         | 0          | CO              | 1               | 0               | -                  | -                  | -                  | -           | -           | -           | 12     | 0      |        |
| 2023-feb.2024   | Utrecht           | E               | 11         | 1          | CO              | 1               | 0               | -                  | -                  | -                  | -           | -           | -           | 12     | 1      |        |
| Totale Utrecht  | Totale Utrecht    | Totale Utrecht  | 137        | 26         |                 | 12              | 5               |                    | -                  | -                  |             | -           | -           | 149    | 31     |        |
| 2024            | Lion City Sailors | PL              | 4          | 4          | CS              | 0               | 0               | -                  | -                  | -                  | SS          | 1           | 0           | 5      | 4      |        |
| Totale carriera | Totale carriera   | Totale carriera | 203        | 36         |                 | 20              | 6               |                    | 6                  | 0                  |             | 1           | 0           | 230    | 42     |        |

### Cronologia presenze e reti in nazionale
| Cronologia completa delle presenze e delle reti in nazionale ― Paesi Bassi | Cronologia completa delle presenze e delle reti in nazionale ― Paesi Bassi | Cronologia completa delle presenze e delle reti in nazionale ― Paesi Bassi | Cronologia completa delle presenze e delle reti in nazionale ― Paesi Bassi | Cronologia completa delle presenze e delle reti in nazionale ― Paesi Bassi | Cronologia completa delle presenze e delle reti in nazionale ― Paesi Bassi | Cronologia completa delle presenze e delle reti in nazionale ― Paesi Bassi | Cronologia completa delle presenze e delle reti in nazionale ― Paesi Bassi |
| Data                                                                       | Città                                                                      | In casa                                                                    | Risultato                                                                  | Ospiti                                                                     | Competizione                                                               | Reti                                                                       | Note                                                                       |
| -------------------------------------------------------------------------- | -------------------------------------------------------------------------- | -------------------------------------------------------------------------- | -------------------------------------------------------------------------- | -------------------------------------------------------------------------- | -------------------------------------------------------------------------- | -------------------------------------------------------------------------- | -------------------------------------------------------------------------- |
| 9-11-2016                                                                  | Amsterdam                                                                  | Paesi Bassi                                                                | 1 – 1                                                                      | Belgio                                                                     | Amichevole                                                                 | -                                                                          | 89’                                                                        |
| 13-11-2016                                                                 | Lussemburgo                                                                | Lussemburgo                                                                | 1 – 3                                                                      | Paesi Bassi                                                                | Qual. Mondiali 2018                                                        | -                                                                          | 88’                                                                        |
| 4-6-2017                                                                   | Rotterdam                                                                  | Paesi Bassi                                                                | 5 – 0                                                                      | Costa d'Avorio                                                             | Amichevole                                                                 | -                                                                          | 84’                                                                        |
| Totale                                                                     |                                                                            | Presenze                                                                   | 3                                                                          |                                                                            | Reti                                                                       | 0                                                                          |                                                                            |

## Palmarès

### Club

#### Competizioni nazionali
- Campionato olandese: 1

PSV: 2017-2018
- Supercoppa di Singapore: 1

Lion City: 2024